# Александровское (Новодугинский район)
Алекса́ндровское — деревня в Новодугинском районе Смоленской области России. Входит в состав Извековского сельского поселения. 

## География
Расположена в северо-восточной части области в 32 км к юго-западу от Новодугина, в 23 км западнее автодороги Р134 «Старая Смоленская дорога» Смоленск — Дорогобуж — Вязьма — Зубцов, на берегу реки Лужня. В 26 км восточнее деревни расположена железнодорожная станция О.п. 232-й км на линии Вязьма — Ржев.

## История
В годы Великой Отечественной войны деревня была оккупирована гитлеровскими войсками в октябре 1941 года, освобождена в марте 1943 года.

## Население
| 2007 | 2014 |
| ---- | ---- |
| 24   | ↘15  |